# Saint-Jean-la-Bussière
Saint-Jean-la-Bussière – miejscowość i gmina we Francji, w regionie Owernia-Rodan-Alpy, w departamencie Rodan.
Według danych na rok 1990 gminę zamieszkiwało 847 osób, a gęstość zaludnienia wynosiła 55 osób/km² (wśród 2880 gmin regionu Rodan-Alpy Saint-Jean-la-Bussière plasuje się na 872. miejscu pod względem liczby ludności, natomiast pod względem powierzchni na miejscu 746.).